# تسخیرشدگی شیطانی

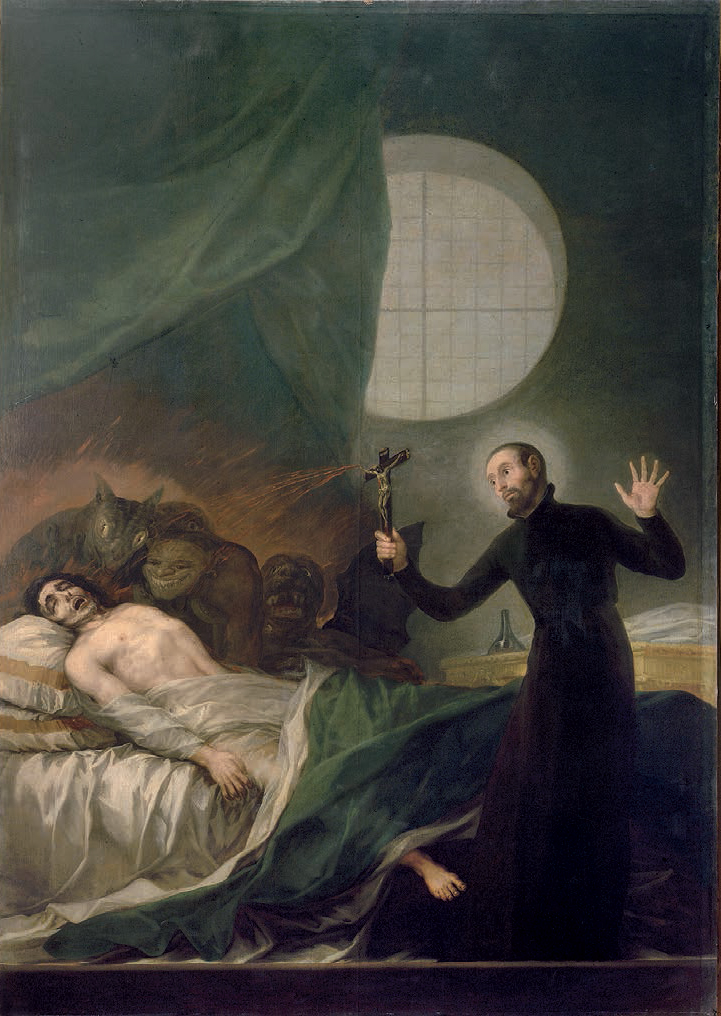
سنت فرانسیس بورجیا در حال کمک کردن به یک ناپاک در حال مرگ توسط نوعی شیطان

تسخیرشدگی شیطانی (به انگلیسی: Demonic possession) به حالتی گفته می‌شود که تصور می‌شود طی آن، اشخاص توسط موجودات شرور فراطبیعی تسخیر شده‌اند و معمولاً ارواح پلید یا شیطان مسبب آن دانسته می‌شوند. باورمندان به این مقوله معمولاً پاک شدن خاطرات یا فراموش کردن شخصیت خود، حالت تشنج، صرع یا غش (به شکلی که به نظر می‌رسد فرد در حال احتضار است) و همچنین حرکت دادن متناوب دست‌ها (شبیه فیگور نواختن پیانو) را جزو علائم تسخیر شدن توسط شیطان برمی‌شمارند.
تسخیر شدن توسط شیاطین در علم پزشکی یا روان‌پزشکی تعریف مشخصی ندارد و به‌عنوان یک عارضه شناسایی نشده است. راهنمای تشخیصی دی‌اس‌ام-۵ نشان می‌دهد که ممکن است در بعضی فرهنگ‌ها، تغییر شخصیت افراد بر اثر عارضهٔ اختلال چند شخصیتی به عنوان تسخیرشدگی توسط شیاطین شناخته شود. باور به مسخر شدن توسط شیطان، این نگرانی را ایجاد کرده که ممکن است دسترسی بعضی بیماران روانی به خدمات درمانی به دلیل این نوع اعتقادات محدود شود.

## ریشه‌های فرهنگی
در بسیاری از فرهنگ‌ها و مذاهب مفاهیمی دال بر تسخیر افراد توسط شیطان وجود دارد که البته در جزئیات تفاوت‌های زیادی با هم دارند. قدیمی‌ترین ارجاعات به این موضوع، متعلق به سومری‌ها است که معتقد بودند مسبب تمام بیماری‌های جسمی و ذهنی «دیو بیماری‌ها» به نام گیدیم است. کاهن‌های سومری که عمل خارج کردن شیاطین از جسم افراد را انجام می‌دادند، با نام آشیپو شناخته می‌شدند. آن‌ها نقطهٔ مقابل آسو یا همان پزشکان سومری بودند که سعی می‌کردند با داروی موضعی و پانسمان بیماران را درمان کنند. بسیاری از لوح‌های رُسی مکشوفه که به خط میخی نگاشته شده‌اند منقوش به دعاهایی هستند که از بعضی خدایان سومری می‌خواهد آن‌ها را از شر شیاطین حفظ کنند. در حالی‌که در بعضی دیگر از این الواح دعاهایی وجود دارند که از خدایان می‌خواهند شیاطینی که به آنها حمله کرده‌اند را از بدن‌شان خارج کنند.
تمدن‌های شمن‌باور هم به تسخیر شدن افراد توسط نیروهای شیطانی اعتقاد داشته‌اند و مراسم خارج کردن ارواح خبیث از جسم تسخیر شدگان را انجام می‌دادند. در این فرهنگ‌ها، بیماری‌ها معمولاً به وجود ارواح کینه‌توز در بدن بیمار نسبت داده می‌شود.

## در ادیان ابراهیمی

### مسیحیت
در آیین مسیحیت اعتقاد بر این است که تسخیرشدگی شیطانی، توسط شیطان یا یکی از اهریمن‌های مرتبط با او رخ می‌دهد. به باور مسیحیان، شیطان و شیاطین اقماری او در واقع فرشتگان رانده‌شده هستند.

#### در کتاب مقدس

##### عهد عتیق
دانشنامه کاتولیک می‌گوید که در عهد عتیق، ظاهراً تنها یک مورد تسخیرشدگی شیطانی وجود دارد که مربوط به طالوت است. اما این برداشت با تکیه بر ترجمهٔ واژهٔ عبری «rûah» به «روح شیطانی» است، تعبیری که از سوی دانشنامه کاتولیک مورد تردید قرار گرفته است. یزدان‌شناسان دیگری همچون آنخل مانوئل رودریگز بر این باورند واسطه‌هایی مانند آنچه در کتاب سفر لاویان اشاره شده، توسط شیاطین تسخیر شده بوده‌اند.

##### عهد جدید
در چند بخش از عهد جدید اشاره‌هایی وجود دارد مبنی بر این‌که عیسی شیاطین را از جسم افراد بیرون می‌رانده است. ویلیام منزیس الکساندر در کتابی با نام «تسخیرشدگی شیطانی در عهد جدید» (۱۹۰۲) تلاش کرده تا موضوع تسخیرشدگی در انجیل‌های سینوپتیک را شرح دهد و از منظر تاریخی، پزشکی و الهیات به آنها پرداخته است.

### اسلام
در فرهنگ اسلامی انواع مختلفی از مخلوقات اهریمنی، همچون جن، شیاطین و عفریت یافت می‌شوند، که اغلب به‌عنوان عوامل تسخیرکنندهٔ شیطانی شناخته می‌شوند. سرآمد آن‌ها ابلیس است که معمولاً با وسوسهٔ انسان‌ها به پیروی از خواسته‌های نفسانی‌شان، آن‌ها را به ورطهٔ گناه می‌افکند. اگرچه در قرآن مستقیماً تصدیق نشده، اما نظریهٔ تصرف انسان‌ها توسط اجنه در بین مسلمانان رواج دارد و توسط برخی محققان اسلامی هم پذیرفته شده است. دلایل مختلفی وجود دارد که بر اساس آن‌ها یک جن ممکن است به دنبال تسخیر شخصی خاص باشد، مانند عاشق شدن یا انتقام گرفتن از او به‌خاطر این‌که به جن‌ها یا نزدیکانشان صدمه زده است. از آنجا که به باور مسلمانان، جن‌ها لزوماً شرور نیستند، در مقولهٔ تسخیرشدگی، از شیاطین که ذاتاً شر هستند متمایز می‌شوند. طبق احادیث، شیاطین از درون بدن انسان‌ها، (داخل یا کنار قلب)، زمزمه‌های شیطانی را نجوا می‌کنند و به نوعی افراد را تحت مالکیت و فرمان خود درمی‌آورند.

## بودیسم
در آیین بودا، اهریمن می‌تواند یک عذاب در قلمرو جهنم یا یک پندار بیهوده باشد. در بوداگرایی سنتی، چهار فرم استعاری از ماره تعریف می‌شود:
- کِلسا-مارَه: مارَه به عنوان تجسم همهٔ عواطف غیرقابل کنترل، مانند حرص و آز، نفرت و پندار بیهوده (شیاطین توهم و احساسات ناپاک یا مضر)
- مرتیه-مارَه: مارهٔ مرگ (شیاطین پروردگار جان‌ستان)
- اسکاندَه مارَه: ماره به عنوان استعاره‌ای برای تمامی وجود مشروط (شیاطین مجموعهٔ پلیدی‌ها)
- دواپوترَه مارَه: ماره‌ای که سعی می‌کند مانع از دستیابی گوتاما بودا به چرخهٔ تولد دوباره شود. (شیاطین پسر دوا/امیال و وسوسه‌ها)[۲۰]

در سورانگاما سوترا ۵۰ گونه از شیاطین اسکاندَه شمرده شده‌اند که می‌توانند درون‌پویان را تسخیر کنند. همچنین شیاطین پرندهٔ دواپوترَه مارَه این توانایی را دارند که تمرین‌کننده را به شکلی گمراه کنند که تصور کند به روشنیدگی رسیده است و از این طریق او را به سوی کارهای خطا، خطر، بحران و حتی مرگ سوق دهند.

## موارد شناخته‌شده
- آنه‌لیز میشل
- کلارا جرمانا چله
- جن‌گیری تاناکو